# Diva (Don Toliver)
Diva è un singolo del rapper statunitense Don Toliver pubblicato il 13 dicembre 2017.

## Tracce
1. Diva – 3:21